# 하이다 쇼코
하이다 쇼코(일본어: はいだ しょうこ, 1979년 3월 25일~)는 일본의 가수·여배우이다. 도쿄도 출생이며, 다카라즈카 가극단 84기생이다. 다카라즈카 시절 예명은 치코토 히메카(일본어: 千琴 ひめか). 엄마와 함께의 19대째의 노래의 누나(うたのおねえさん)이다.